# アメリカ国家安全保障アーカイブ
アメリカ国家安全保障アーカイブ (アメリカこっかあんぜんほしょうアーカイブ National Security Archive　正しくは国家安全保障文書館)は、ワシントンD.C.のジョージ・ワシントン大学のキャンパス内に施設を持つ、501(c)(3)条の免税資格を得た研究・アーカイブ組織。名称から国家機関を連想しがちだが、政府とは無関係のリベラル系非営利団体である。また名称・略称ともアメリカ国防総省下の組織であるアメリカ国家安全保障局（NSA）と非常に似た名だが無関係。
トーマス・ブラントンが1985年に創立し、アメリカ合衆国の外交政策からテーマを選び、関連書類を機密指定解除になった公文書などから収集・保存・出版している。同組織はアメリカにおける情報公開法（Freedom of Information Act、情報自由法）に則って入手した数々の政府各機関の文書を収集し、分析している。入手した資料全部ではなく、同組織が選りすぐったものを原稿コピー、マイクロフィッシュあるいはウェブサイトという形態で一般公開している。
組織は取締役会の監視下にある顧問役員会によって運営されている。2005年に『機密解除：中国でのニクソン』というドキュメンタリー作品でエミー賞を受賞している。2006年には、アメリカ政府による歴史資料の再分類計画 (reclassfication program)を暴露したことで注目を集めた。再分類計画とはクリントン政権下で審査不十分のまま機密解除されたアメリカ国立公文書記録管理局 (NARA)所蔵のアメリカ外交・軍事政策に関連する資料を、1999年よりクリントン自身そして後続のブッシュの権限によって再審査を行い、国家安全に関わるものは再び非公開とする計画を指す。（詳細は1999年以降の再分類計画を参照のこと）
1985年から1998年まで反戦を柱とする501(c)(3)資格の非営利団体「平和基金会」(Fund for Peace)が金銭面のスポンサーであった。それ以降の著名なサポート組織は、ニューヨーク・カーネギー財団、フォード財団、自由フォーラム（オーストリアの同名政党は無関係）、マッカーサー基金、アメリカ議会年鑑、コックス・エンタープライセズといった団体である。寄付金は、財政面を管理するために設立されたアメリカ国家安全保障アーカイブ基金を経由して贈られ、運営資金となる。